# Ожельская, Анна Каролина
Графиня Анна Каролина Оже́льская (пол. Anna Karolina Orzelska; 23 ноября 1707 — 27 сентября 1769, Авиньон) — политическая авантюристка, внебрачная дочь короля Польши, курфюрста Саксонии Августа Сильного (1670—1733) и мещанки французского происхождения Генриетты Ренар-Дюваль.
Курфюрст Август Сильный познакомился с мадемуазель Ренар-Дюваль в 1706 году в Варшаве, где её отец, виноторговец из Лиона, содержал питейное заведение. В исторической литературе бытует мнение, что мещанка поначалу не имела представления о высоком положении своего кавалера. В результате этой связи в 1707 году родилась дочь — Анна Каролина, причём о её существовании Август Сильный узнал спустя полгода.
Долгое время девочка жила вместе с матерью в полной безвестности, не имея поддержки отца. Однако в 1723 году её единокровный брат — граф Рутовский — представил шестнадцатилетнюю красавицу королю. Затем Анна Каролина была узаконена королём и получила титул графини Ожельской.
Ожельская заслужила любовь и признание Августа не только своей исключительной красотой, но и невероятным внешним сходством с ним. Не получив никакого интеллектуального воспитания, Ожельская, тем не менее, оказалась втянута в круговорот придворной жизни. Двор Августа Сильного имел в Европе самую дурную репутацию, и жизнь в Дрездене повлияла на графиню самым губительным образом. Современники отмечают её склонность к потреблению алкогольных напитков, курению и многочисленным сексуальным контактам. В то же время Ожельская отличалась большой ловкостью в верховой езде, охоте и танцах. Графиня часто появлялась в мужском костюме и даже — в военной форме. В художественной и псевдоисторической литературе имеет место версия, что Август Сильный сделал собственную дочь своей фавориткой, однако подтверждений этому факту нет.

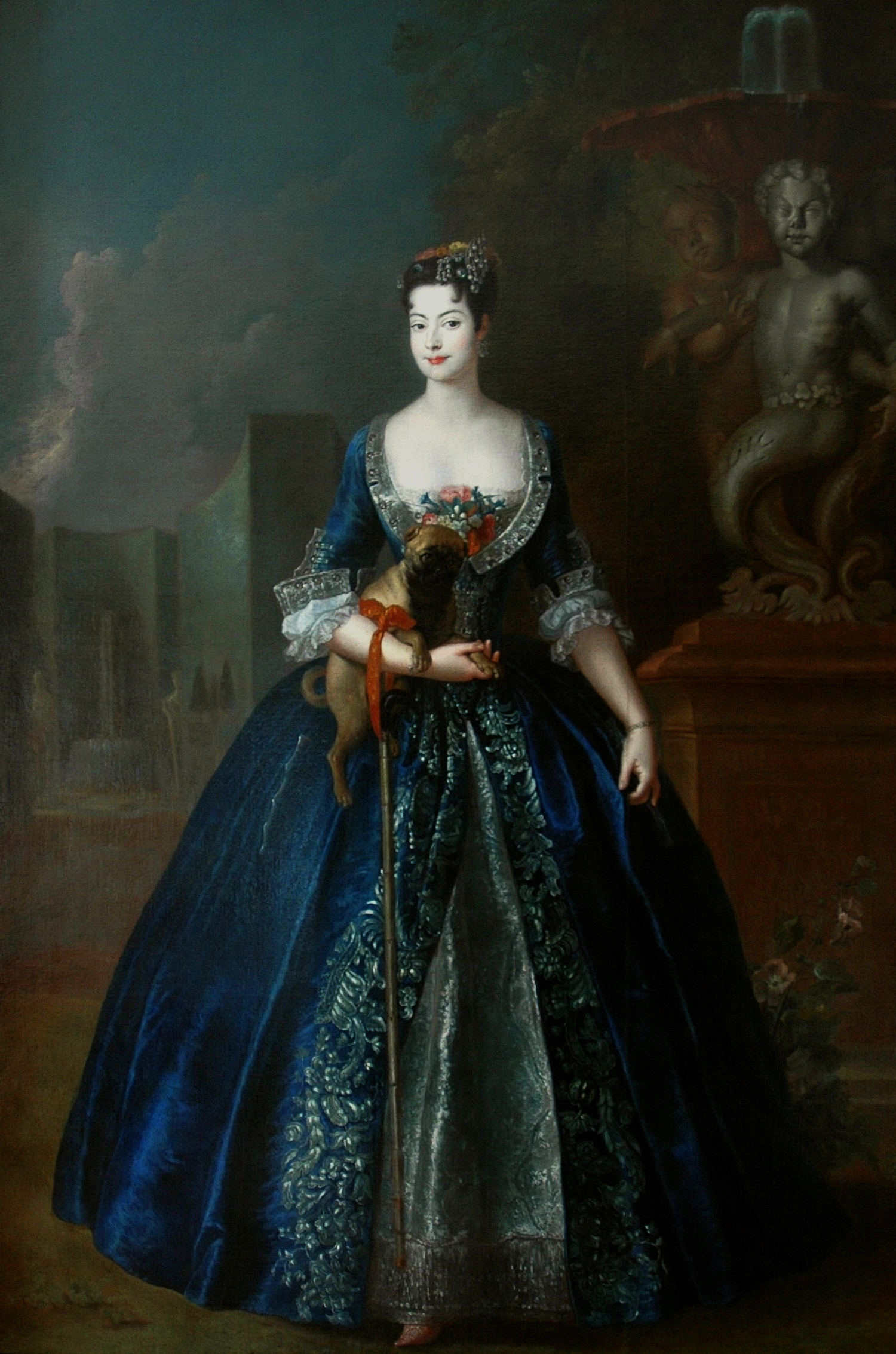
Графиня Анна Каролина Ожельская, портрет Антуана Пэна (1735)

В 1728 году во время визита в Дрезден прусского короля Фридриха-Вильгельма I Ожельская была представлена его сыну, кронпринцу Карлу-Фридриху (будущему Фридриху Великому). Красивая, лишённая комплексов женщина стала первой (и, вероятно, единственной) возлюбленной кронпринца. В начале 1729 года Ожельская тайно приезжала в Берлин, чтобы встретиться с прусским наследником; он посвящал ей стихи и музыкальные произведения собственного сочинения. Существует мнение, что Ожельская, общаясь с Фридрихом, выполняла задания разведывательного характера.
В 1730 году графиня получила от отца владения ценой в 300 тысяч талеров и 10 августа того же года вышла замуж за Карла-Людвига, герцога Шлезвиг-Гольштейн-Зондербург-Бекского. От этого брака родился сын Карл Фридрих (1732—1772) — будущий генерал-майор саксонской армии. Однако спустя три года Ожельская потребовала развода, и супруги стали жить отдельно: герцог — в Кёнигсберге, Анна Каролина — в Венеции. Склонная к авантюрам, графиня до конца своих дней участвовала в различного рода сомнительных мероприятиях.